# Afrikanische Schwimmmeisterschaften 2004
Die Afrikanischen Schwimmmeisterschaften 2004 waren die 7. Ausgabe der Afrikanischen Schwimmmeisterschaften und fanden vom 1. bis 7. Mai 2004 in Casablanca, Marokko statt.

## Medaillenspiegel
| Platz | Land      | Gold | Silber | Bronze | Gesamt |
| ----- | --------- | ---- | ------ | ------ | ------ |
| 1     | Südafrika | 30   | 13     | 8      | 51     |
| 2     | Ägypten   | 6    | 13     | 8      | 27     |
| 3     | Senegal   | 2    | 6      | 2      | 10     |
| 4     | Algerien  | 1    | 1      | 5      | 7      |
| 5     | Tunesien  | 0    | 4      | 12     | 16     |
| 6     | Nigeria   | 0    | 1      | 12     | 13     |
| 7     | Marokko   | 0    | 0      | 22     | 22     |
| 8     | Namibia   | 0    | 0      | 11     | 11     |
|       | Total     | 39   | 38     | 80     | 157    |